# Fedor Herbut
Fedor Herbut (en serbe cyrillique : Федор Хербут ; né le 2 mai 1932 à Vrbas et mort le 25 septembre 2023) est un physicien serbe. Il est membre de l'Académie serbe des sciences et des arts.
Fedor Herbut est spécialiste de physique quantique : théorie de l'information quantique, conception de la mécanique quantique, particules identiques.

## Biographie
D'origine ruthène, Fedor Hebut est né le 2 mai 1932 à Novi Vrbas, dans l'ancien Royaume des Serbes, Croates et Slovènes ; il termine ses études élémentaires en langue ruthène à Ruski Krstur. Il suit ensuite les cours du lycée de Novi Sad puis s'inscrit en physique à la Faculté de sciences naturelles et de mathématiques de l'université de Belgrade, où il obtient son diplôme en 1957. Après cela, il travaille pendant trois ans en tant que jeune chercheur associé à l'Institut Boris Kidrič de Vinča (aujourd'hui Institut des sciences nucléaires de Vinča).
En 1960, il s'inscrit en tant que membre de l'Institut Boris Kidrič à l'université de Birmingham en Angleterre dans le département de physique théorique pour y effectuer des études de troisième cycle ; il est notamment inscrit dans la classe du professeur Rudolf Peierls ; il obtient son doctorat en 1964 avec une thèse intitulée Nuclear Pairing Forces from Hard- Core Interaction. Pendant les deux dernières années de ses études doctorales, il a également travaillé à l'Institut Boris Kidrič. Il y est promu chercheur associé en 1965 et associé principal de recherche en 1974. En 1976, il quitte l'Institut, poursuivant ses travaux de recherche en tant que professeur assistant à la Faculté des sciences de Belgrade ; en 1984, il devient professeur titulaire à cette faculté. Il prend sa retraite en 1997.
En 1988, il est élu membre correspondant et président du comité de physique de l'Académie serbe des sciences et des arts et, en 2003, il est élu membre de plein droit de l'académie. Il est également membre de l'Association internationale de physique mathématique (International Association of Mathematical Physics). 